# Mariquina
Mariquina este o comună din provincia Valdivia, regiunea Los Ríos, Chile, cu o populație de 19.823 locuitori (2012) și o suprafață de 1320,5 km2.